# Expozice Městyse Dolní Cerekev
Expozice Městyse Dolní Cerekev je muzejní expozice v Dolní Cerekvi, nachází se v rodném domě hudebního skladatele Karla Pádivého v Dolní Cerekvi. Vznikla v roce 2012 v rámci projektu Regionem Renesance.

## Expozice
V expozici jsou ukázány doklady z historie městyse Dolní Cerekve, jeho obyvatel a dalších historických informací o městysu, součástí expozice je prezentace života čtyř rodáků z městysu, jsou to Antonín Ptáček, František Prášil, Karel Pádivý a Blahoslav Smíšovský.